# John Rabe

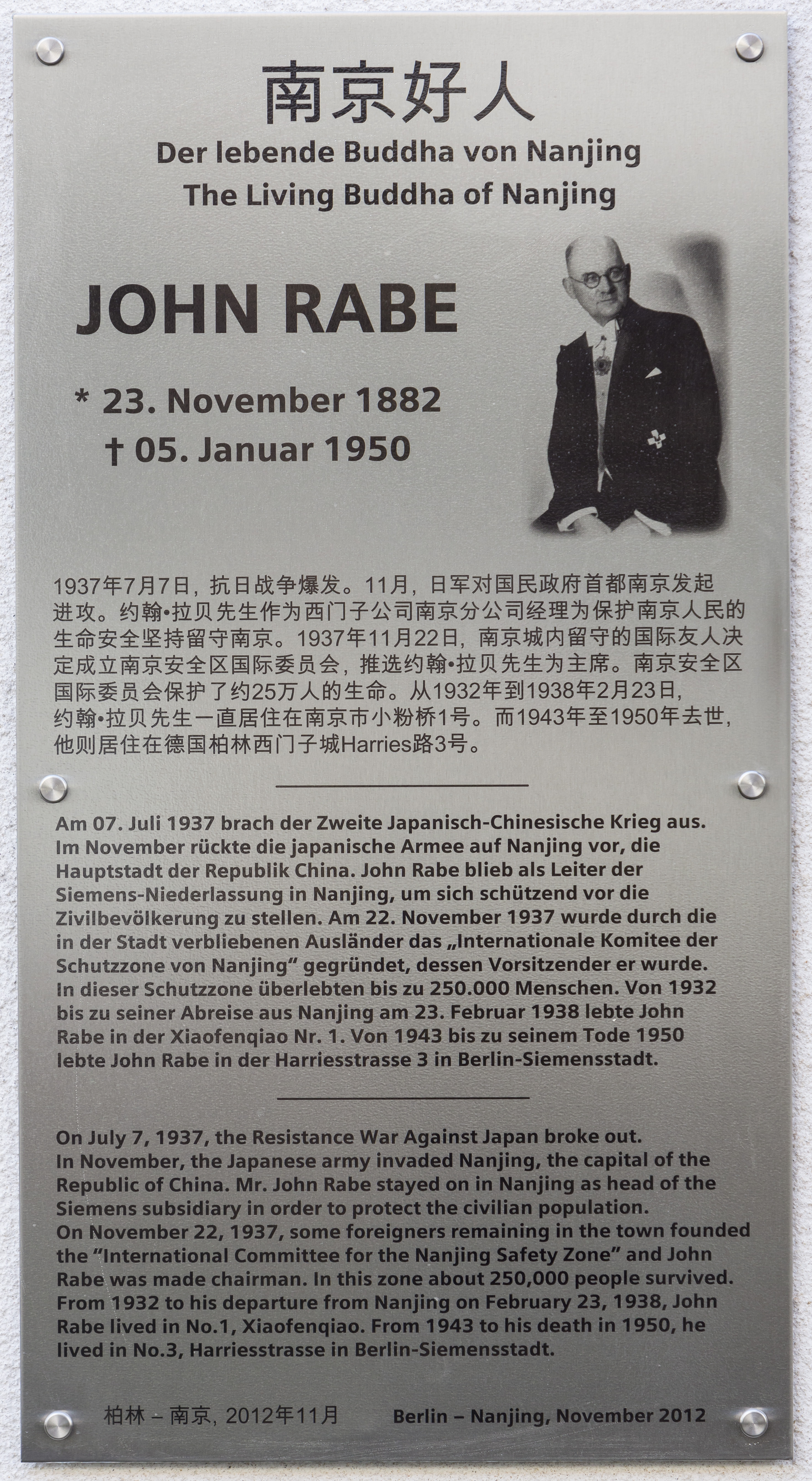
Bảng tưởng niệm John Rabe ở Nam Kinh và Berlin

John Heinrich Detlev Rabe (tháng 11 23, 1882 – ngày 5 tháng 1 năm 1950) là một doanh nhân người Đức và là thành viên của Đảng Quốc xã được biết tới do những nỗ lực ngăn chặn tội ác chiến tranh của quân đội Nhật Bản trong thời kỳ họ chiếm đóng Nam Kinh và những hoạt động để bảo vệ và giúp đỡ những người dân sự Trung Quốc ở đó trong giai đoạn này. Khu an toàn Nam Kinh mà ông ta đã giúp đỡ để thành lập, chứa khoảng 200,000 người Trung Quốc tránh khỏi bị giết hại trong cuộc Thảm sát Nam Kinh.
Ông ta chính thức đại diện nước Đức và hành động như là một đại biểu nhóm người Âu-Mỹ thượng lưu mà còn ở lại Nam Kinh, lúc đó là thủ đô của Trung Quốc, khi thành phố này rơi vào tay của quân đội Nhật.

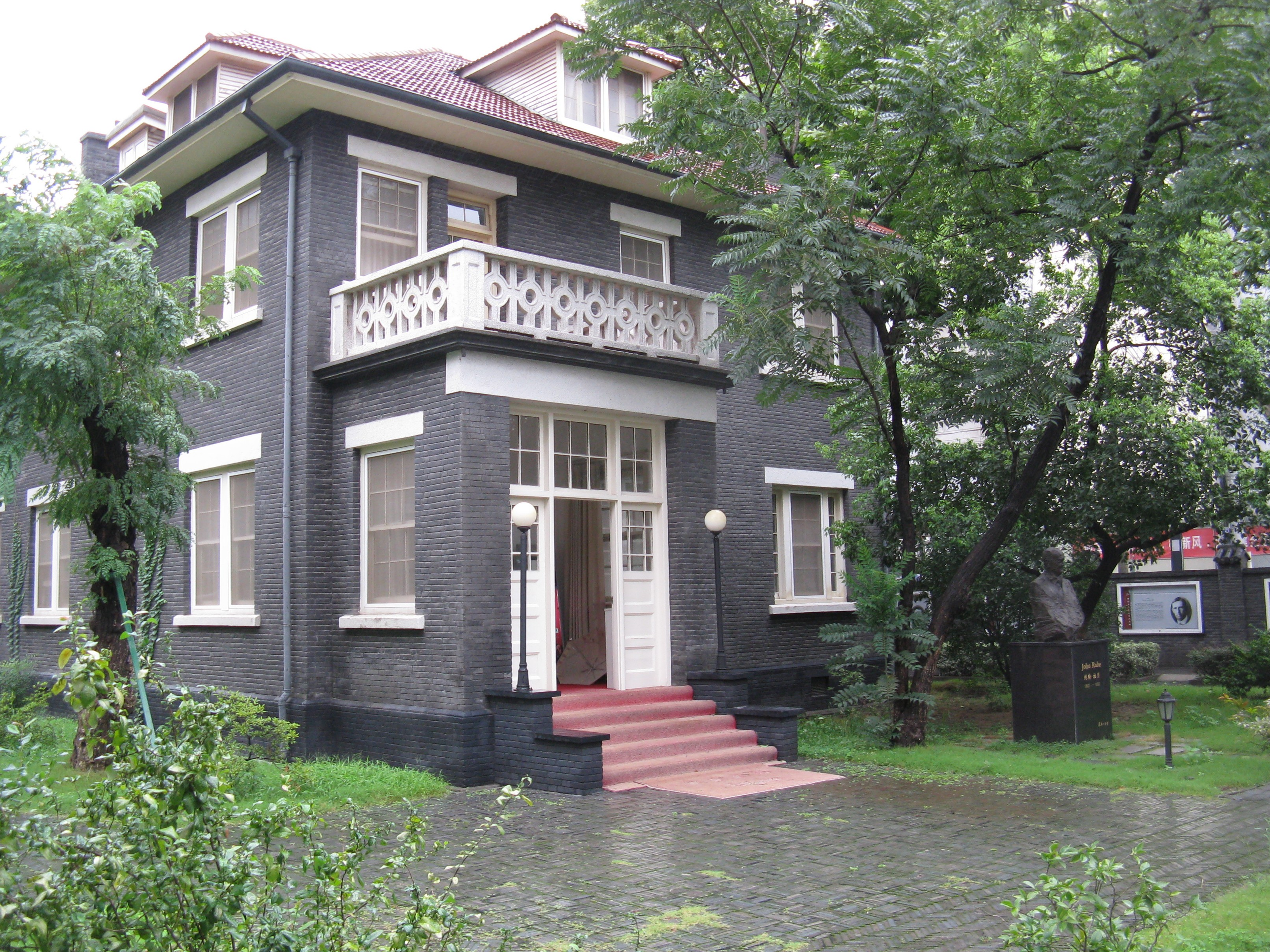
Nhà John-Rabe ở Nam Kinh